# Elvanpazarcık, Zonguldak
Elvanpazarcık là một xã thuộc huyện Zonguldak, tỉnh Zonguldak, Thổ Nhĩ Kỳ. Dân số thời điểm năm 2011 là 2075 người.